# Radkowice (gromada w powiecie kieleckim)
Radkowice – dawna gromada, czyli najmniejsza jednostka podziału terytorialnego Polskiej Rzeczypospolitej Ludowej w latach 1954–1972.
Gromady, z gromadzkimi radami narodowymi (GRN) jako organami władzy najniższego stopnia na wsi, funkcjonowały od reformy reorganizującej administrację wiejską przeprowadzonej jesienią 1954 do momentu ich zniesienia z dniem 1 stycznia 1973, tym samym wypierając organizację gminną w latach 1954–1972.
Gromadę Radkowice z siedzibą GRN w Radkowicach utworzono – jako jedną z 8759 gromad na obszarze Polski – w powiecie kieleckim w woj. kieleckim, na mocy uchwały nr 13c/54 WRN w Kielcach z dnia 29 września 1954. W skład jednostki weszły obszary dotychczasowych gromad Radkowice, Bolechowice, Lipowica, Staro-Chęciny i Wola Murowana ze zniesionej gminy Korzecko w tymże powiecie. Dla gromady ustalono 24 członków gromadzkiej rady narodowej.
Gromadę zniesiono 1 stycznia 1958, a jej obszar włączono do nowo utworzonej gromady Chęciny (wsie Radkowice, Bolechowice, Lipowica-Borki, Przymiarki, Staro-Chęciny, Podzamcze, Wrzosy, Wola Murowana, Osada Sitkówka-Trzcianki, osada Nowe Młyny, kolonia Baranek i kolonia Sołtysi).